# Florence Hussey Hall
Pour les articles homonymes, voir Hussey et Hall.
 (juin 2021).
La mise en forme du texte ne suit pas les recommandations de Wikipédia : il faut le « wikifier ».
Les points d'amélioration suivants sont les cas les plus fréquents. Le détail des points à revoir est peut-être précisé sur la page de discussion.
- Les titres sont pré-formatés par le logiciel. Ils ne sont ni en capitales, ni en gras.
- Le texte ne doit pas être écrit en capitales (les noms de famille non plus), ni en gras, ni en italique, ni en « petit »…
- Le gras n'est utilisé que pour surligner le titre de l'article dans l'introduction, une seule fois.
- L'italique est rarement utilisé : mots en langue étrangère, titres d'œuvres, noms de bateaux, etc.
- Les citations ne sont pas en italique mais en corps de texte normal. Elles sont entourées par des guillemets français : « et ».
- Les listes à puces sont à éviter, des paragraphes rédigés étant largement préférés. Les tableaux sont à réserver à la présentation de données structurées (résultats, etc.).
- Les appels de note de bas de page (petits chiffres en exposant, introduits par l'outil «  Source ») sont à placer entre la fin de phrase et le point final[comme ça].
- Les liens internes (vers d'autres articles de Wikipédia) sont à choisir avec parcimonie. Créez des liens vers des articles approfondissant le sujet. Les termes génériques sans rapport avec le sujet sont à éviter, ainsi que les répétitions de liens vers un même terme.
- Les liens externes sont à placer uniquement dans une section « Liens externes », à la fin de l'article. Ces liens sont à choisir avec parcimonie suivant les règles définies. Si un lien sert de source à l'article, son insertion dans le texte est à faire par les notes de bas de page.
- La présentation des références doit suivre les conventions bibliographiques. Il est recommandé d'utiliser les modèles {{Ouvrage}}, {{Chapitre}}, {{Article}}, {{Lien web}} et/ou {{Bibliographie}}. Le mode d'édition visuel peut mettre en forme automatiquement les références.
- Insérer une infobox (cadre d'informations à droite) n'est pas obligatoire pour parachever la mise en page.

Pour une aide détaillée, merci de consulter Aide:Wikification.
Si vous pensez que ces points ont été résolus, vous pouvez retirer ce bandeau et améliorer la mise en forme d'un autre article.
Florence Hussey Hall , née le 15 octobre 1864 à NewLand, Gloucestershire, est une féministe anglaise.
Elle travaille dans une association se battant pour l’établissement des droits politiques, sociaux des femmes et des hommes.

## Biographie
Elle est la fille de John Hussey et de Mary Anne Seward.
Sa vie, avant son mariage en 1898 avec le révérend William Lashley Hall, est peu documentée. Durant les premières années après son mariage, elle a élevé ses deux belles-filles et aidé son mari dans son travail.
De 1906 à 1910, Florence et sa famille vécurent à Fernie. En juin 1908, au congrès annuel de la Woman’s Christian Temperance Union of British Columbia, elle dirigea les réunions de prières.
En août 1908, un incendie ravagea Fernie. À la suite de cela, Florence et son mari vécurent dans une tente jusqu’en début 1910. En mai de cette même année, les Hall furent mutés à Vancouver.

### Fin de vie
Durant les 5 dernières années de sa vie, ses convictions étaient, contrairement à bon nombre de ses consœurs, l’égalité complète hommes-femmes. En octobre 1917, Florence Hussey Hall décéda d’une insuffisance cardiaque et d’une crise d’asthme, à l’âge de 52 ans.

## Sources
1. ↑  « Biographie – HUSSEY, FLORENCE SARAH – Volume XIV (1911-1920) – Dictionnaire biographique du Canada », sur www.biographi.ca (consulté le 15 juin 2021)
2. ↑  « Biographie – HUSSEY, FLORENCE SARAH – Volume XIV (1911-1920) – Dictionnaire biographique du Canada », sur www.biographi.ca (consulté le 14 juin 2021)
3. ↑  (en) « Sarah Florence Hussey (Hall) – Methodist Member Temperance Worker Suffragist Feminist », sur fadedgenes, 1er avril 2014 (consulté le 14 juin 2021)